# 汤姆·尼萨尔科
湯瑪斯·愛德華·「湯姆」·尼薩科（英語：Thomas Edward "Tom" Nissalke，1932年7月7日—2019年8月22日），美国NBA前职业篮球教练，执教过NBA和ABA。他在两个联盟中先后执教过七支球队，总战绩为371胜-508负。
尼萨尔科曾执教过达拉斯达拉斯灌木和圣安东尼奥马刺（当时球队还属于ABA）、西雅图超音速、犹他之星、休斯敦火箭、犹他爵士和克里夫兰骑士，為少數同時受NBA和ABA頒發最佳教練獎的教練。
尼萨尔科曾在1993-94年担任过短命的加拿大国家篮球联赛的执行官，他的妻子南希由于癌症于2006年1月过世，年仅46岁。当一次节目访问中被问及自己姓名如何发音时，尼萨尔科给出了一个十分著名且有趣的回答－「Tom（汤姆）」。